# La experimentada ama de llaves inglesa
La experimentada ama de llaves inglesa es un libro de cocina escrito por Elizabeth Raffald. Se publicó por primera vez en 1769 y pasó por trece ediciones autorizadas y al menos veintitrés ediciones pirata. El libro contiene unas novecientas recetas que consisten principalmente en instrucciones directas para el cocinero y no contienen listas de ingredientes. Este libro destaca por introducir la primera receta conocida para un pastel de bodas cubierto de mazapán y glaseado real y el uso temprano de la parrilla. El libro sigue siendo una referencia para los escritores de cocina.